# 范泰
范泰（355年—428年9月21日），字伯伦，东晋顺阳山阴人（今河南省淅川县李官桥镇）。東晉末及南朝宋官員，范甯之子。

## 生平
范泰最初任太学博士，後又先後任衞將軍謝安及驃騎將軍司馬道子的參軍。表弟王忱於389年上任荊州刺史後，又請其任天門太守。392年王忱死後，司馬道子再召范泰為諮議參軍，後遷中書侍郎。當時道子子司馬元顯專權，內外官員都請假回避，不再上表皇帝，只管順從元顯而已。范泰認為這種行為並不恰當，向元顯進言但不被接受。其後范泰父親范甯去世，范泰襲父爵陽遂鄉侯。元興元年（402年），荊州刺史桓玄率兵擊敗了司馬元顯，攻下建康並執掌朝政，就命御史中丞祖台之彈劾范泰與王準之、司馬珣之居喪無禮，范泰因而被罷黜並外放丹徒縣。
元興三年（404年），劉裕在桓玄稱帝後兩個月舉兵討伐，桓玄兵敗出逃，最終被殺，東晉復祚。范泰任國子博士，後历任黃門郎、御史中丞及東陽太守。義熙六年（410年），盧循起兵反叛，范泰出兵一千人協助抵禦，並開糧倉支援晉軍兵糧，劉裕於是加授范泰振武將軍。次年（411年），范泰就還朝，先後任侍中、度支尚書及太常，又曾轉大司馬左長史，右衞將軍，加散騎常侍。范泰後遷尚書，加散騎常侍，並於義熙十二年（416年）以兼司空身份與袁湛授予劉裕宋公爵位及九錫禮遇。時劉裕正在北伐後秦，二人就隨軍至洛陽。
范泰後轉護軍將軍。永初元年（420年），以范泰為金紫光禄大夫，又加散骑常侍。次年因興辦國學而任國子祭酒。景平元年（423年），加特進，次年退休，解任國子祭酒。當時宋少帝劉義符行為有不少缺失，范泰於是上書極力勸諫，但都不為劉義符所納。景平二年（424年），輔政的徐羨之、傅亮、謝晦先殺廬陵王劉義真，後廢殺劉義符。范泰向來都與徐羨之不睦，見其殺害皇帝及宗王，於是向親信說：「吾觀古今多矣，未有受遺顧託，而嗣君見殺，賢王嬰戮者也。」斥責徐羨之等人的行為。元嘉二年（425年）春節是宋文帝劉義隆即位後的首個春節，范泰卻在那時上表祝賀並上陳當時旱災後到東陽郡出遊，不理朝政。當時有官員彈劾范泰，但劉義隆並不問罪。
元嘉三年（426年），劉義隆誅殺徐羨之及傅亮，進范泰為特進、侍中、左光禄大夫、國子祭酒，領江夏王師。當時更以范泰既為晉朝舊臣，亦有腳患，行動不便，故此特地准許他坐轎上朝。
范泰於元嘉五年（428年）逝世，享年七十四，獲追贈車騎將軍，賜謚號宣。

## 性格特徵
- 范泰一生博览群书，笔耕不辍，也會鼓勵後進，撰有《古今善言》二十四篇及文集二十卷。
- 范泰喜歡飲酒，為人不拘小節，直率隨心，在外亦像在家那樣，故甚得劉裕親信，劉裕北伐班師回彭城時，更與范泰同登城上，還命人抬轎去載有腳患的范泰登城。不過由於政治能力不高，都未能擔當朝中要職。
- 范泰晚年信了佛教，還相當虔誠，在家中西邊建了一座祗洹精舍。

## 逸事
- 范泰死後，朝廷本來打算追贈開府，不過殷景仁就認為范泰向來聲望不高，不能享有開府這種能比擬三公的贈官。最終朝廷只追贈車騎將軍。下葬時，王弘就撫著范泰的棺材說：「君平生重殷鐵，今以此為報。」[6]

## 子女
- 范昂，長子，早卒
- 范暠，次子，宜都太守
- 范晏，三子，侍中、光祿大夫
- 范曄，四子，過繼給范弘之，歷史學家，撰《後漢書》。因謀反而被誅殺。
- 范廣淵，幼子，撫軍諮議參軍，領記室，受范曄株連被殺。
- 范氏，嫁謝述[7]

## 参看
- 顺阳范氏

## 延伸阅读
[在维基数据编辑]
 《宋書·卷60》，出自沈约《宋书》
 《南史·卷33》，出自李延壽《南史》